# Castillo del Viver
El Castellot o Castillo de Viver está situado en el Bergadá (municipio de Viver y Serrateix) y está formado por una pequeña torre de planta rectangular de la época carolingia, situada en la cima de una gran roca.
A su lado había un recinto más amplio, también anterior al año 1000.
Se han encontrado varias tumbas excavadas en la roca y numerosos agujeros que se puede relacionar con construcciones de madera.